# انقلاب ۱۹۲۰ عراق
انقلاب ۱۹۲۰ عراق، خیزش ۱۹۲۰ انقلاب بزرگ عراق در ۱۹۲۰ یا شورش ۱۹۲۰ عراقیان (عربی: ثورة العشرین) در تابستان ۱۹۲۰ (۱۲۹۸ شمسی) با تظاهرات گسترده مردم عراق، ضد اشغال عراق توسط نیروهای بریتانیایی آغاز شد. شورش با گسترش به مناطق شیعه‌نشین پایین و میانی فرات با مرکزیت کربلا شدت گرفت.
جوامع سنی و شیعه عراق در این انقلاب با یکدیگر همکاری نمودند، چنان‌که جوامع قبیله‌ای، توده‌های شهری و افسران عراقی در سوریه. هدف انقلاب استقلال از استعمار بریتانیا و تأسیس یک دولت عرب بود. علی رقم موفقیت‌های اولیه، در اواخر اکتبر ۱۹۲۰ با فوت رهبرانقلاب یعنی میرزای شیرازی بریتانیا موفق شد که انقلاب را شکست دهد. با اینکه انقلاب به‌طور گسترده در ۱۹۲۰ پایان پذیرفت اما تا ۱۹۲۲ در برخی اشکال ادامه یافت.
در طول انقلاب ۱۹۲۰، انقلاب ضد بریتانیای دیگری نیز در شمال توسط کردها برپا شد، که تلاشش کسب استقلال بود، که رهبری اش را شیخ محمود برزنجی بر عهده داشت.

## مقدمه
این انقلاب به مناسبت وقوع آن در سال ۱۹۲۰ به ثورة العشرین مشهور شده‌است.
عراق به جهت معادن عظیم نفت و ارزش سوق‌الجیشی آن برای استعمار انگلستان مفید بوده‌است. از نخستین روزی که ارتش انگلستان وارد عراق می‌شود، قصد او غارت ثروت‌ها و نفت سرزمین عراق است؛ ولی اطماع استعماری را زیر لباس اعطای استقلال مخفی می‌کند به طوری که فرمانده ارتش انگلیسی می‌گوید: ما برای آزاد کردن مردم عراق آمده‌ایم نه فتح و تصرف عراق.
این انقلاب اولین انقلاب مسلحانه ضد استعماری در منطقه خاورمیانه است. یکی از آثار این انقلاب تضعیف قدرت استعماری انگلستان در ایران و فراهم نمودن مقدمات لغو قرارداد وثوق الدوله مورخ ۱۹۱۹ بوده‌ است؛ و در واقع نهضت ملی ایران را باید دنباله رو انقلاب ۱۹۲۰ عراق دانست.
- تشکیل نخستین حکومت اسلامی معاصر در کربلا

میرزای شیرازی با تأسیس مجلس انقلاب و انجمن‌های محلی براساس قوانین اسلامی، توانست اولین حکومت اسلامی معاصر را در شهر کربلا ایجاد کند. اما بافوت ایشان و شکست انقلاب ۱۹۲۰ و فشار انگلیسی ها این حکومت پایدار نماند.

## هجوم نیروی نظامی انگلیس به عراق در دوره جنگ جهانی اول ۱۹۱۴
با شروع جنگ جهانی اول، انگلیس‌ها به بهانه جلوگیری از نفوذ آلمان با نیروی نظامی عظیم خود از دهانه شط العرب با کلیه ساز و برگ نظامی پیشرفته خود به عراق حمله کردند. دخالت نظامی انگلیس نه تنها بر خلاف تمام موازین بین‌المللی بود بلکه این دخالت نظامی سلطه و استیلای کفار بر سرزمین‌های اسلامی محسوب می‌گشت.

## نقش علما
- میرزا محمدتقی شیرازی میرزای دوم (رهبر ثورة العشرین)
- شیخ الشریعه (فتح‌الله شریعت اصفهانی)
- محمدحسین نایینی
- سید ابوالحسن اصفهانی
- ابن راضی بغدادی